# Noorse esdoorn

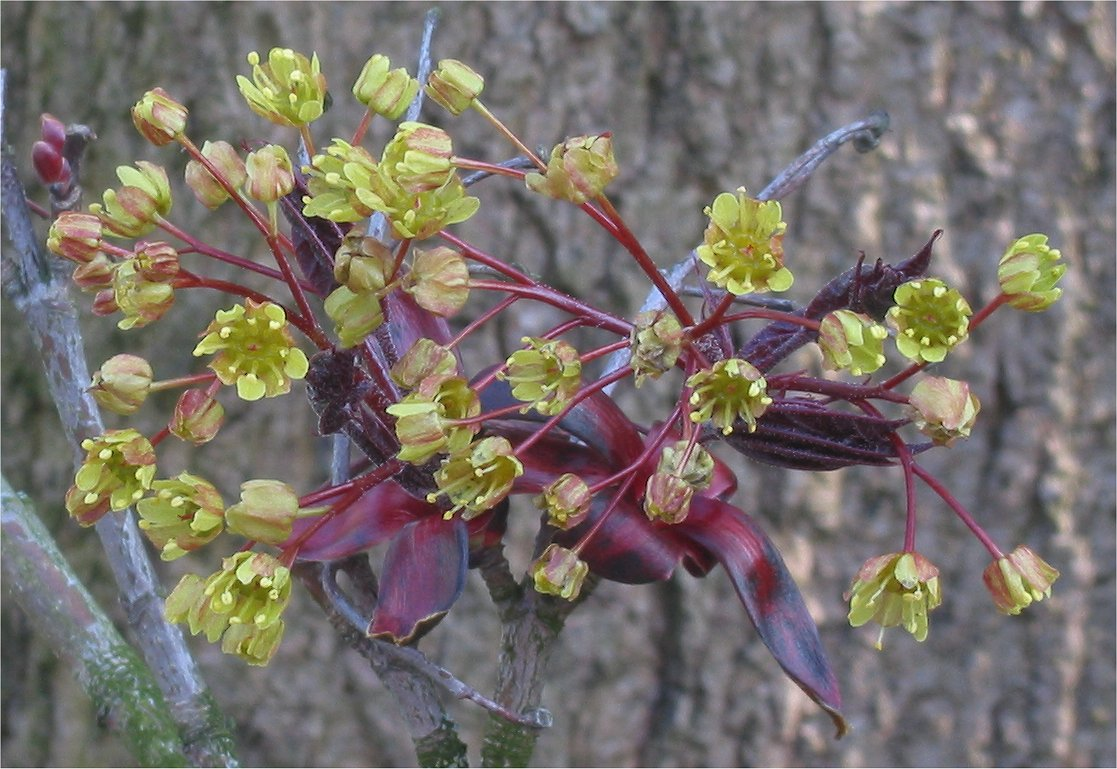
Bloemen van een rode Noorse esdoorn.

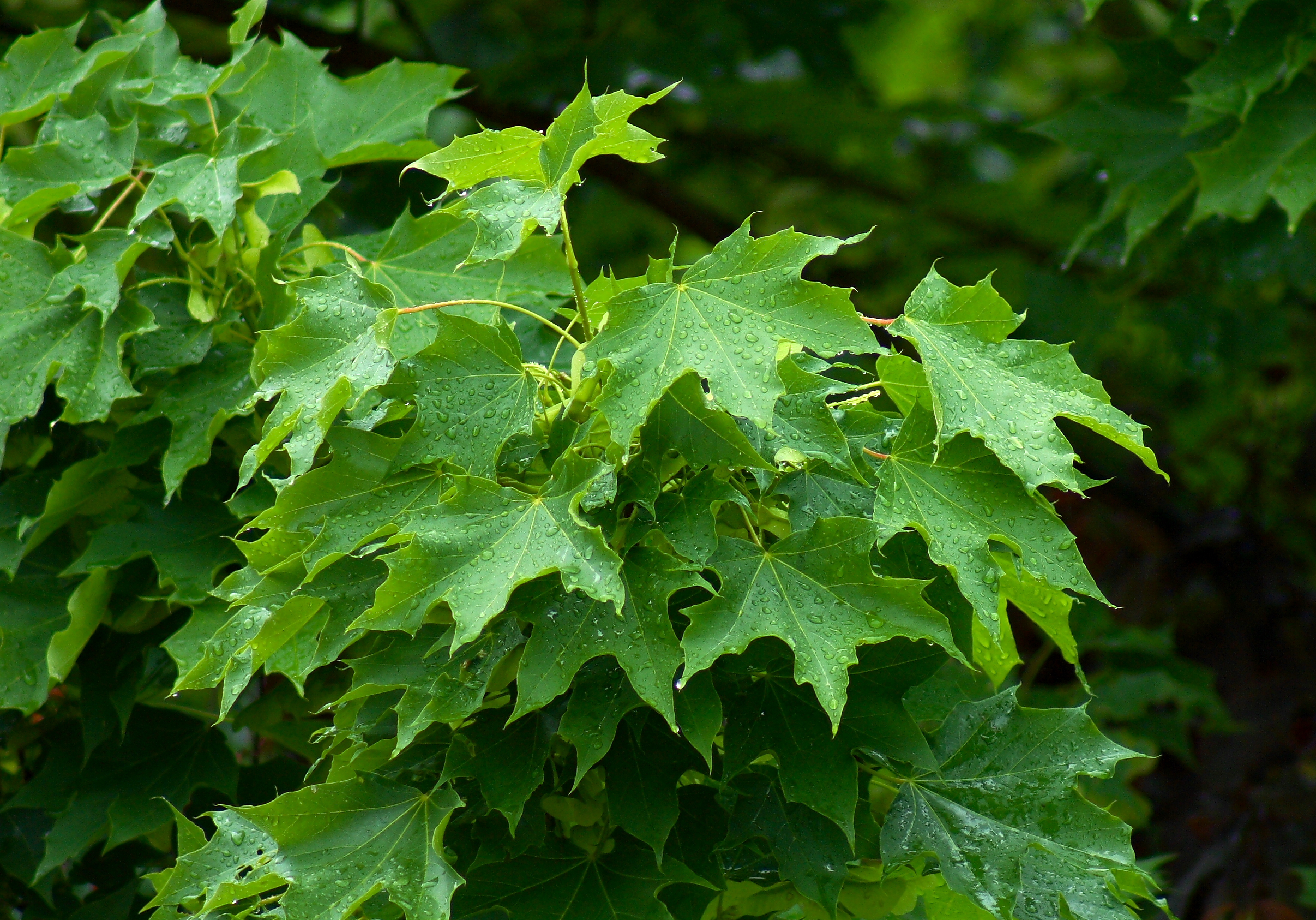
Bladeren van Noorse esdoorn.

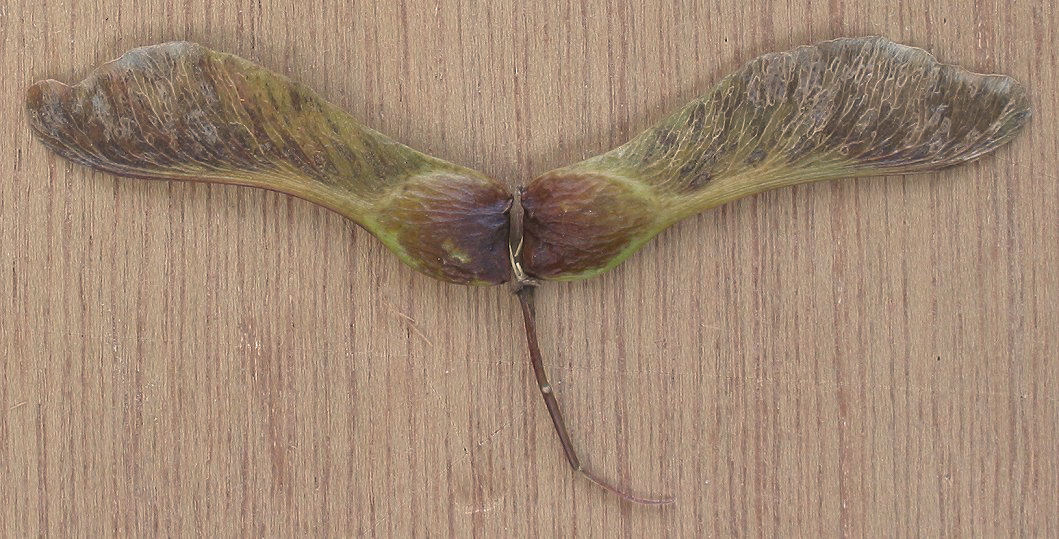
Gevleugelde vruchten van een rode Noorse esdoorn.

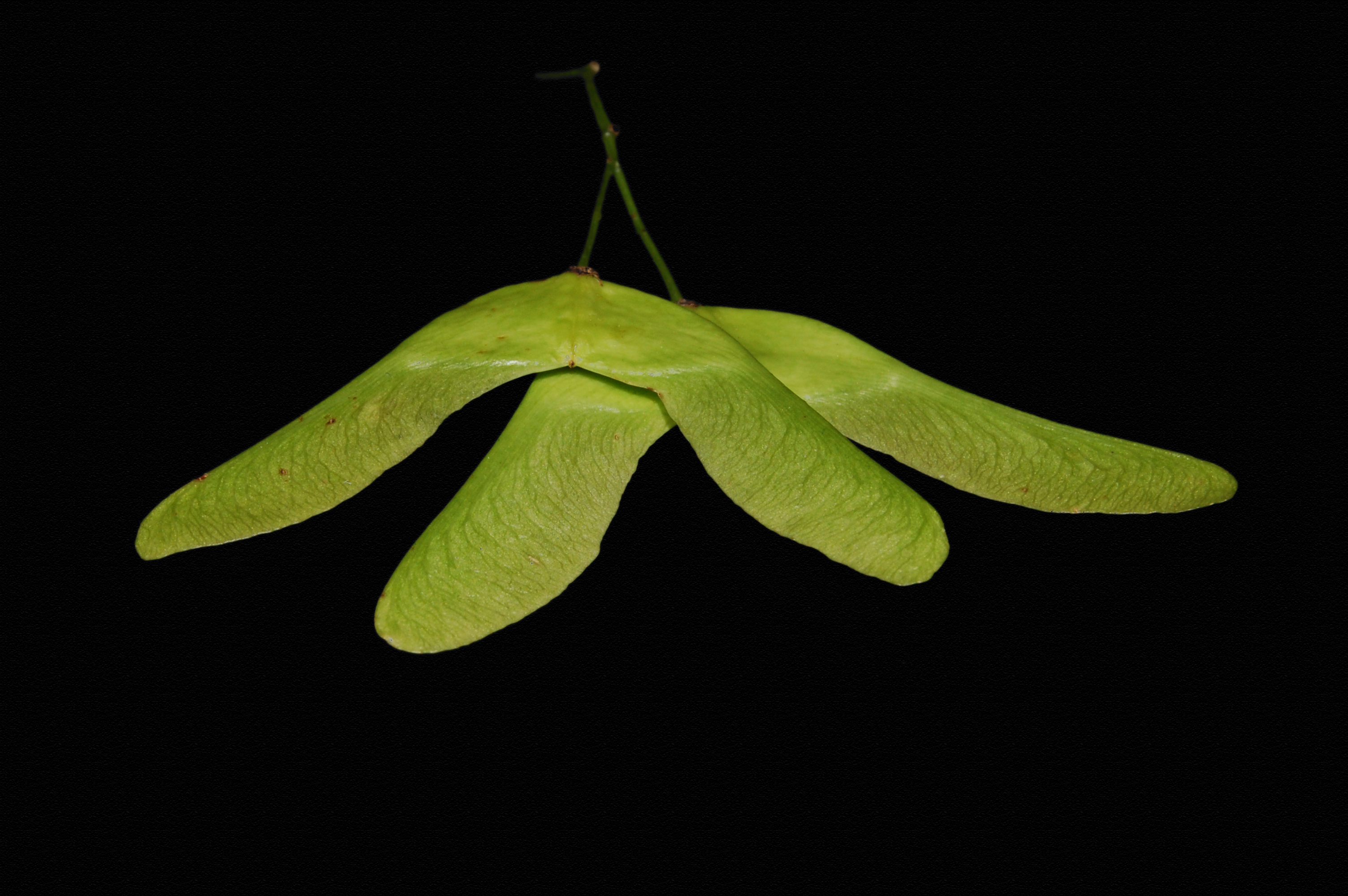
Gevleugelde vruchten van Noorse esdoorn.

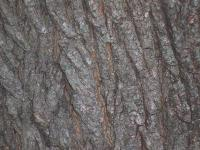
Schors van Noorse esdoorn.

Noorse esdoorn (Acer platanoides) is een soort uit de zeepboomfamilie (Sapindaceae). De boom wordt tot 30 m hoog. De schors is donkergrijs en niet afbladderend, maar dikwijls wel overlangs gekerfd.
De plant heeft bruine knoppen die kleiner zijn dan die van gewone esdoorn (Acer pseudoplatanus). De bladeren ontstaan in april en hebben niet-gezaagde bladranden. De lobben lopen in fijne punten uit en de inkepingen zijn stomp. De bladsteel heeft melksap. De bloeiwijzen verschijnen eerder dan het blad. De vleugels van de vruchten staan ongeveer in elkaars verlengde en vormen een stompe hoek. Bij harde wind kunnen de vruchten tot 1000 m hoog in de lucht opstijgen en tot 4 km ver worden weggeblazen. Het bladverlies verloopt van boven naar onder.

## Cultivars
De cultivars worden vermeerderd via oculeren op een onderstam van Acer platanoides.
Voor aanplant in Nederland worden de volgende cultivars aanbevolen:
- Autumn Blaze
- Cleveland
- Columnare
- Crimson King
- Deborah
- Drummondii
- Emerald Queen
- Eurostar
- Fairview
- Globosum
- Olmsted
- Royal Red
- Schwedleri

### Beschrijvingen
- A. platanoides 'Drummondii'. De cultivar is ontstaan in 1903 in Engeland. De breed vertakkende boom groeit langzaam en wordt 8–15 m hoog. De bladeren zijn groen met een crèmewitte rand. Er komen regelmatig takken voor die geheel groene bladeren hebben. Deze moeten weggesnoeid worden. De begin april verschijnende, opstaande bloemtrossen zijn geelgroen. De vleugelvruchten zijn groen.
- A. platanoides 'Eurostar' heeft in 1993 kwekersrecht gekregen. De boom wordt tot 20 m hoog en 7 m breed en heeft een tot in de top doorgaande stam. De kroonopbouw is regelmatig, de gesteltakken zijn relatief dun en de boom vormt nagenoeg geen zware takken of dubbele toppen. De boom loopt laat uit, waardoor de kans op vorstschade beperkt is. Het blad is frisgroen in voorjaar en zomer en geel in de herfst. De boom bloeit in april en vormt weinig bloemen. De boom vereist weinig snoei en is weinig gevoelig voor meeldauw, maar waarschijnlijk gevoelig voor zeewind.
- A. platanoides 'Faassen's Black'. Heeft een ongelijke kroon. De bladeren zijn glanzend en donkerpaars met uitzondering van de geelgroene kroonblaadjes.
- A. platanoides 'Globosum' (bolesdoorn), ontstaan in 1873 in België, wordt sinds 1878 in Nederland aangeplant. Deze boom wordt tot 8 m breed en 5 m hoog en is van nature afgeplat bolvormig. Het jonge blad is in het begin bruinrood. Deze cultivar moet op ten minste 2,3 m hoogte worden geoculeerd.
- A. platanoides 'Schwedleri' is in 1869 in Duitsland gecultiveerd. De boom kan 20 m hoog worden. De bloemen staan in gele tuilen en hebben rode stampers. Loopt met bloedrode bladeren uit. De bladeren worden later in het seizoen donkergroen en in de herfst weer purperrood.

## Toepassingen
Het hout van Noorse esdoorn wordt gebruikt voor meubels, vloeren en muziekinstrumenten. Stradivarius gebruikte het hout van Noorse esdoorn voor de rugzijde van zijn violen. De plant wordt dikwijls als sierboom aangeplant.

## Ziekten
Het blad vertoont vaak zwarte vlekken, veroorzaakt door esdoornvlekkenzwam, die op het afgevallen blad overwintert. Op vondsten uit het Tertiair komt deze schimmel al op het blad van deze esdoorn voor.